# Beck – Gunvald
Gunvald är en svensk thriller från 2016 som hade premiär på video on demand på filmkanalen C More First den 1 januari 2016. Detta är den femte filmen i den femte säsongen med Peter Haber och Mikael Persbrandt i huvudrollerna och den sista där Persbrandt medverkar.

## Handling
En journalist blir misshandlad till döds i sitt hem. På brottsplatsen finns spår som härleder polisen till en känd indrivare som tidigare varit straffad. Kollegan till den mördade berättar att mannen sysslade med undersökande journalistik och jobbade just nu med en bok om en känd kriminell samt att han hotats upprepade gånger både för sin etniska bakgrund och sitt politiska ställningstagande.

## Rollista (urval)

### Återkommande roller
- Peter Haber – Martin Beck
- Mikael Persbrandt – Gunvald Larsson
- Jonas Karlsson – Klas Fredén
- Måns Nathanaelson – Oskar Bergman
- Ingvar Hirdwall – Valdemar (Grannen)
- Rebecka Hemse – Inger
- Anna Asp – Jenny Bodén
- Elmira Arikan – Ayda Cetin
- Åsa Karlin – Andrea Bergström
- Anu Sinisalo – Gunilla Urst

### Gästroller i detta avsnitt
- Peter Franzén – Risto Kangas
- Lisette Pagler – Anna Murlöf
- Stefan Gödicke – Magnus Murlöf
- Per Graffman – Jonas Karpinger
- Erik Bolin – Rodney Söderlund
- Elisabet Carlsson – Lillemor
- Paloma Winneth – Lorena Estay
- Tommy Wättring – Vilhelm
- Mikaela Ramel – Läkaren
- Jörgen Bergmark – Strippklubbsägaren
- Charlotta Jonsson – Tina Sellstedt
- Sebastian Hiort af Ornäs – Linus
- Christoffer Hedén – Tom
- Matti Boustedt – Lindgren